# 1. prosinca
1. prosinca (1. 12.) 335. je dan godine po gregorijanskom kalendaru (336. u prijestupnoj godini).
Do kraja godine ima još 30 dana.

## Događaji
- 1167. – Gornjotalijanski gradovi (između ostalih Milano, Bologna i Venecija), sklopili su Drugi lombardijski savez koji je do 1183. prekinuo vlast rimsko-njemačkog cara Fridrika I. Barbarosse u carskoj Italiji.
- 1250. – nastala Povaljska listina, najstarija ćirilicom pisana isprava na pergameni na hrvatskom prostoru.
- 1803. – Stupile su u Francuskoj na snagu nove odredba o pravu na rad po kojima su radnici morali imati radnu knjižicu potvrđenu od policije ili gradskih činovnika. S takvim dokumentom, bez koje više nitko nije mogao dobiti posao, omogućena je državna kontrola radništva.
- 1861. – Osnovana je meteorološka postaja na Griču 3 u Zagrebu, koja bez prestanka radi i danas. Iz postaje su potekli Geofizički zavod, Državni hidrometeorološki zavod i Seizmološka služba.
- 1918. – Proglašena Kraljevina Srba, Hrvata i Slovenaca
- 1981. – Zrakoplov DC-9, ljubljanske tvrtke Inex-Adria, udario je u planinu na Korzici. Poginulo je 180 slovenskih turista
- 1992. – osnovana 6. domobranska pukovnija, Split
- 2013. – održan je referendum o ustavnoj definiciji braka u Hrvatskoj
- 2019. – Prvi potvrđeni slučaj novel koronavirusa u Wuhanu, Kini koji je kasnije se proširio u trenutnu pandemiju koronavirusa.

| - 1081. – Luj VI., francuski kralj († 1137.) - 1826. – Sereno Watson, američki botaničar († 1892.) - 1876. – Niko Županič, slovenski političar, etnolog i antropolog († 1961.) - 1880. — Akiba Rubinstein, poljski šahist († 1961.) - 1891. – Slavko Kolar, hrvatski književnik i filmski scenarist († 1963.) - 1928. – Milko Šparemblek, hrvatski baletni umjetnik († 2025.) - 1932. – Antun Šoljan, hrvatski književnik († 1993.) - 1935. – Ivica Šerfezi, hrvatski kantautor i pjevač († 2004.) - 1935. – Stjepan Mihaljinec, hrvatski skladatelj, aranžer, dirigent i pijanist († 2014.) - 1935. – Woody Allen, američki glumac i redatelj - 1936. – Franjo Jurčec, hrvatski glumac - 1941. – Ratko Glavina, hrvatski glumac - 1945. – Bette Midler, američka glumica | - 1521. – Lav X., papa - 1563. – Andrija Medulić, hrvatski slikar - 1654. – Jakov Mikalja, hrvatski jezikoslovac - 1918. – Charles de Foucauld, francuski istraživač i pustinjak (* 1858.) - 1934. – Sergej Kirov, sovjetski političar - 2018. – Sead Begović, hrvatski i bošnjački književnik |
| | |

## Blagdani i spomendani
- Svjetski dan borbe protiv AIDS-a